# 刈包
刈包（グアバオ、台湾語：コァパウ、掛包・割包とも）は、台湾の饅頭料理。ルーツは中国の福建料理だが、今の福建省では徐々に見られなくなり、台湾で逆に庶民料理として広まっている。
小麦粉で作った、半月型の白い蒸しパンに角煮・高菜の漬物・ザワークラウト・ 卵焼き・香菜・ピーナッツパウダーなどの具材を挟んで食べる。台湾では、主に夜市と屋台で販売されている。

## 名称と定義

### 台湾語
台湾や中華圏の漢字表記は「刈包」であるが、読みは「割包」。
台湾語では「虎咬猪」の別称がある。蒸しパンの形は虎の口に似て、猪は角煮を意味し、パンで肉を挟むことが「咬む」の様子に近いことから命名された。また、虎は中国語で「フー」と読み、その「フー」の音が「福」の音と似ていて、「福を咬む」ということから縁起のいい食べ物だと昔の台湾人が信じていた。また、この半月型の形は財布のようでもある為、お金を吸い呑むことを象徴し、お金好きな庶民たちにとっては開運食品として扱われている。

### 日本語
日本語では、常用漢字の規則に従い、「割包」と書くことが多い。長崎新地中華街では「角煮まんじゅう」として当地人から親しまれている。
日本では刈包を「台湾式ハンバーガー」として紹介することもある。

## 入れられる具材

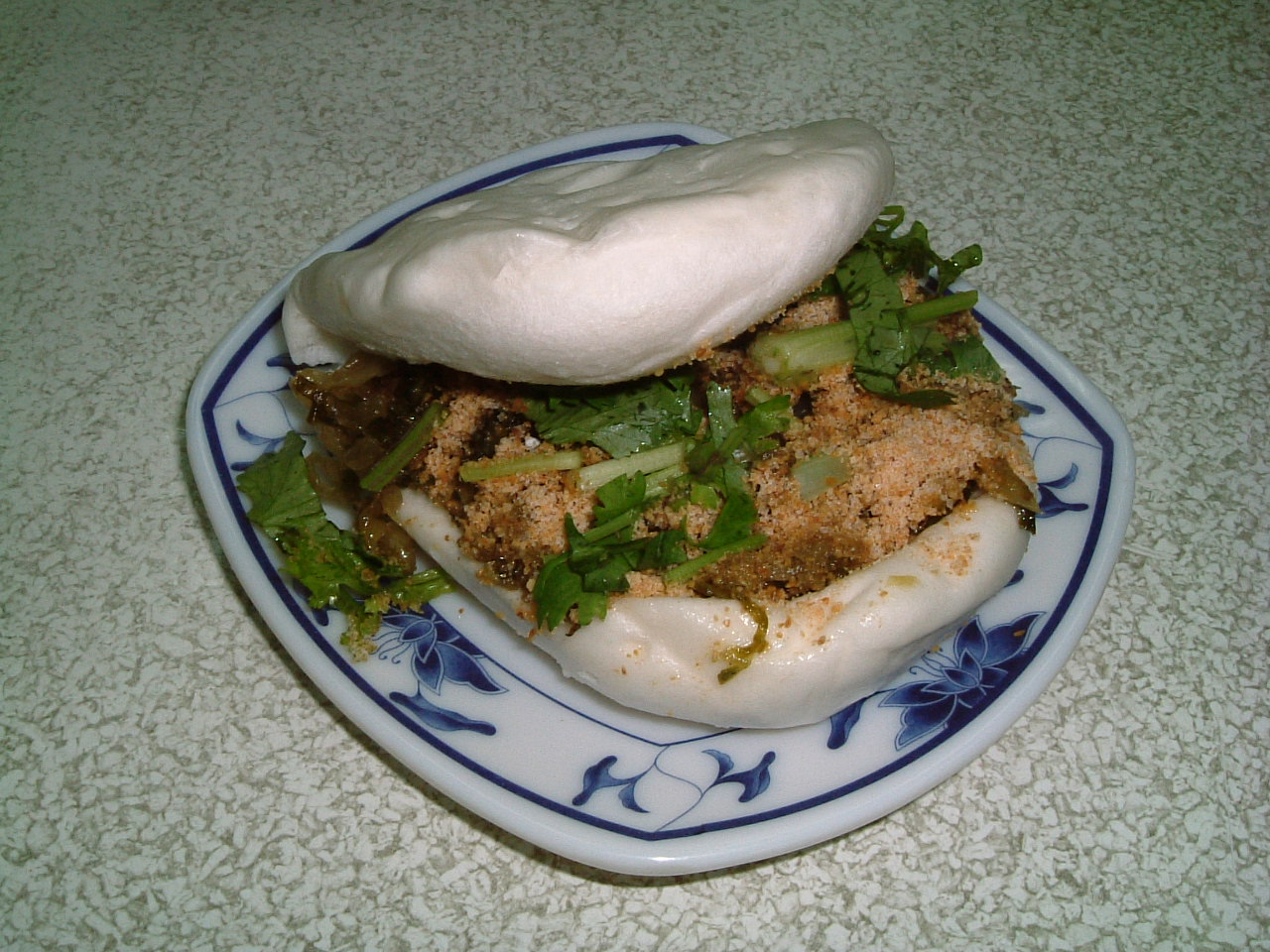
刈包の写真

- 香腸
- 真菰筍（マコモタケ）
- 剝皮辣椒（唐辛子の漬物）
- 天婦羅
- 鴨ロース
- 目玉焼き
- チキンカツ
- 魚のフライ
- 焼豚
- 豚バラ漬け焼き
- 焼きエリンギ
- 照り焼きチキン
- 牛肉ボール
- 牛タン